# Dějiny Alžírska
Dějiny Alžírska začínají prvními lidskými stopami před 1,78 miliony let, tedy v nejstarším paleolitu.

## Prehistorie a antika

### Prehistorie
V severní Africe lze nalézt první předchůdce člověka v době před půl milionem let. Na několika místech Magrhibu byly nalezeny ostatky tzv. Atlantrophů a podle naleziště v Bir el-Ater byli pojmenováni další předchůdci Homo sapiens, kteří danou oblast obývali před více než 30 000 lety. Zástupci Homo sapiens sapiens se v severní Africe objevili na začátku mladší doby kamenné. V pobřežních oblastech byly nalezeny pozůstatky iberomaurusienské kultury, zatímco vnitrozemí na jihu bylo obydleno tzv. kapsijci. Většina dokladů o rozvinuté kultuře v mladší době kamenné jsou nacházeny na saharské poušti, např. malby v nalezišti Tassili-Aj-jar, což je jedinečným svědectvím toho, že Sahara byla tehdy klimaticky velmi příznivou a úrodnou oblastí. Zdejší obyvatelstvo se proto živilo převážně zemědělstvím.

### Berbeři
Území dnešního Alžírska a části Tuniska bylo v antickém období nazýváno Numidia, tzn. Země kočovníků, podle kočovného obyvatelstva zastoupeného berberskými kmeny, kteří jsou nejčastěji nazýváni Numidové, Libyové nebo Berbeři. Předchůdci těchto kmenů sem podle archeologických výzkumů přišli před cca 30 000 lety a výše zmínění Kapsijci byli pravděpodobně příslušníky stejného etnika jako samotní Berbeři.
Do příchodu Féničanů žili Berbeři v malých vesnicích, později zakládali sídliště městského typu. Berberská společnost byla patriarchálně řízena a její základní jednotkou byla široká rodina. Několik rodin následně tvořilo tzv. vesnické republiky. Náboženství Berberů bylo neodmyslitelně spjato s přírodou a některé prvky jsou v Alžírsku užívány dodnes. Jazyk Berberů byl používám pouze pro ústní komunikaci, nejstarší písemné záznamy vznikly až pod vlivem fénické civilizace.

### Féničané
Féničané pronikali do západního Středomoří od konce 2. tisíciletí př. n. l. Kartágo, jakožto hlavní ekonomické centrum bylo založeno pravděpodobně v 9. století př. n. l. Již v 6. století př. n. l. ovládli Kartáginci část Sicílie, Sardinii a Korsiku a postupně rozšiřovali svá území na sever Afriky. Díky této expanzi se Kartágo nakonec dostalo do sporů s řeckými koloniemi na Sicílii, a zároveň muselo čelit útokům berberských kmenů. O zničení Kartága se však postarali až Římané, jimž v boji proti Féničanům pomáhalo také numidské království, které za zmíněnou pomoc obdrželo území na úkor poraženého. Tato monarchie byla jedním ze dvou státních útvarů, které se na území dnešního Alžírska v té době vyskytovaly. Jejím prvně doložitelným králem byl Massinissa.

### Římané
Za vlády krále Masinissa Numidie ekonomicky prosperovala. Udržovala obchodní styky s rovníkovou Afrikou, Iberským poloostrovem a Řeckem. Začínala být konkurentem Římu, který se proto rozhodl pro intervenci. Numidie byla podrobena a rozdělena na Mauretánii a vazalské království okolo města Cirty. Nadvláda Říma zde trvala až do 5. stol. n. l. a typickým rysem bylo přetrvávající napětí mezi Berbery a Římany. Odpor proti Římanům se projevoval četnými kmenovými povstáními i snahou odlišit se v náboženských záležitostech. Díky tomu se v oblasti Maghribu prosadilo křesťanství. Na druhou stranu byla tato nadvláda pro danou oblast přínosem z pohledu rozvoje kultury, měst a dopravních cest.

## Alžírsko ve středověku

### Vandalové
Počátkem 5. století n. l. začali pro Římskou říši představovat problém kmeny pocházející z oblasti dnešního Slezska, které pro své barbarské chování dostaly název Vandalové. Tyto kmeny v roce 429 n. l. překročili Gibraltarský průliv a následně ovládli pobřeží severní Afriky od dnešního Maroka až po Alžírsko a Tunis. Tito dobyvatelé neprováděli žádné zásadní změny ve správě podrobených oblastí, kromě pozemkové reformy, kterou omezily majetek „velkostatkářů“ ve svůj prospěch. Největším problémem mezi nimi a místními obyvateli se tedy stalo náboženství. Vandalové, jakožto ariáni, neuznávali Kristovo božství a ostatní křesťanská vyznání tvrdě pronásledovali. Paradoxně však omezení moci Římu v dané oblasti znamenalo vzestup moci berberských kmenů, což mělo za následek vznik částečně nezávislých království.

### Byzantinci
Dalšími zájemci o nadvládu nad severní Afrikou se v 6. století stali Byzantinci, kteří využili sporů mezi Vandaly a rozhodli se sem intervenovat. Vybudovali zde stát s hlavním městem Kartágem a dobyté území jimi bylo rozděleno na provincie a vojenské obvody. Numidie, Setifská Mauretánie a Caesarejská Mauretánie vznikly na území dnešního Alžírska. Problémem byly opět vztahy s berberskými kmeny, které nakonec obdržely statut spojenců říše a byla jim vyplácena finanční podpora. Tento systém začal mít trhliny v 7. století pod tlakem rozšiřující se arabské říše.

### Arabský příchod a první století nadvlády
Arabové začali do severní Afriky pronikat koncem 60. let 7. století. V čele arabské armády, která ovládla oblast dnešního Tuniska byl Uqba ibn an-Náfi, v jehož vojsku se poprvé objevili Berbeři obrácení na islám. Arabům se jako prvním dobyvatelům v historii Alžírska podařilo prosadit u místních obyvatel vlastní jazyk, kulturu a náboženství. Dokonce se jim během šesti století podařilo z Maghribu úplně vytlačit křesťanství. Opět se ale objevila nespokojenost obyvatel a berberské kmeny, nesouhlasící s umajjovskou nadvládou vytvořily stát v čele s dynastií Rostemovců na západě dnešního Alžírska. I v ostatních částech Maghribu následně začaly vznikat státní útvary více či méně závislé na chalífátu. Změnu v etnickém složení a fungování v Alžírsku a Tunisku přinesl příchod arabských beduínů v 11. století, kteří osídlili část území dosud obývané usedlými berberskými zemědělci.

### Almorávidé a Almohádové, Zajánovci a Hafsovci
Almorávidé byli silně nábožensky orientovanou dynastií, vládnoucí s Maghribu mezi 11. a 13. stoletím. Jejímu vzniku předcházelo sjednocení berberů v Západní Sahaře, její působnost proto sahala až na území dnešního Maroka a Španělska. V polovině 12. století převzali vládu nad severní Afrikou Almohádové, také nábožensky založená dynastie. Almohádové si podmanili arabské beduíny a své sídlo umístili do španělské Sevilly. Po porážce od křesťanů u Las Navas de Tolosa bylo jejich území následně rozděleno na tři samostatné útvary ovládané dynastiemi Merínovců v Maroku, Zajánovců v Alžírsku a Hafsovců v Tunisku.

## Alžírsko pod nadvládou Turků

### Soupeření Španělů a Turků
Maghrib se na přelomu 15. a 16. století stal třecí plochou zájmů Španělů a Osmanů. Španělům se podařilo získat kontrolu nad severoafrickými přístavy, což se nelíbilo místních oligarchům, kteří byli závislí jednak na obchodu, ale hlavně na pirátství, které Španělé tvrdě potlačovali. Vůdce Alžíru Sálim al-Tsámí proto uzavřel dohodu se severoafrickými korzáry bratry Barbarosy, a společně obsadili město Alžír. Sám Sálim byl následně jedním z pirátů uškrcen. Před Chajruddínem Barbarosou však vyvstal problém. Španělé mu hrozili útokem a bouřily se i kabylské berberské kmeny. Mladší Barbarosa proto požádal o pomoc osmanské Turky a stal se jejich vazalem. Osmanská říše tímto pronikla do severní Afriky.

### Počátky alžírského státu
Alžír se stal významným přístavem a centrem až v době Osmanské nadvlády. Do této doby bylo při pobřeží Středozemního moře mnoho přístavů, které byly používány intenzivněji. Až Chajruddín nechal jednotlivé ostrovy Alžírského zálivu spojit molem, což znamenalo navýšení kapacity i významu Alžíru jako přístavu. Na konci 16. století pak byly vymezeny hranice, které v severní Africe až na nějaké změny platí prakticky dodnes. Po skončení bojů se Španěly se Osmané rozhodli reorganizovat systém správy v severní Africe a do čela státu byli dosazováni pašové vybraní Istanbulem. Tento systém se však neosvědčil, neboť tito pašové se jen velmi obtížně prosazovali proti skupinám jako byl elitní vojenský kontingent zvaný odžak, nebo alžírští piráti, kteří přiváděli nemalé částky do alžírské pokladny. Město Alžír se během 16. století změnilo v centrum oblasti. Kolem roku 1580 mělo 100 mešit a křesťanských kostelů (křesťanům nebylo bráněno vykonávat své rituály) a 12 200 domů ve kterých bydlelo přes 60 000 obyvatel. Přesto byla alžírská ekonomika poměrně zaostalá. Největší zisky jí plynuly z výše zmíněného pirátství a výkupného a prodeje křesťanských otroků. Ve druhé polovině 17. století se hlavní mocenské skupiny dostaly do střetu, během kterého byl nejdříve do čela státu dosazen zástupce odžaku- agh a následně piráti postavili do čela provincie svého zástupce s titulem dej, kterému byl od roku 1711 udělován také titul paša.

## Francouzská okupace Alžírska

### Francouzský vpád
Na Vídeňském kongresu roku 1815 se evropské mocnosti rozhodly definitivně zasáhnout proti rozmáhajícímu se pirátství ve Středozemním moři. Zatím ale každá ze zúčastněných zemí postupovala samostatně. Následovaly tedy útoky Spojených států a Británie na Alžír. Oba tyto útoky ale nepředstavovaly pro Alžírsko takové nebezpečí jako rozhodnutí Francie prosadit svoji moci přímou vojenskou intervencí.
Bezprostřední záminkou k francouzskému útoku se stala slavná „rána plácačkou na mouchy“. Tu uštědřil v roce 1827 konzulovi Devalovi samotný bej Husajn. Důvodem pro toto bezprecedentní jednání se stalo prohlášení francouzské vlády, že nehodlá zaplatit dodávku pšenice francouzské armádě, kterou Alžírsko poskytlo během Velké francouzské revoluce. Francie tedy tuto 3 roky starou záležitost použila jako záminku k napadení Alžírska. Pravděpodobnější však je, že král Karel X. chtěl touto cestou posílit vojenské a obchodní postavení Francie v severní Africe. Francouzi vypluli k Africkým břehům s 38 000 muži na palubách a k dobytí města Alžíru použili plán, který vypracovali poradci císaře Napoleona roku 1809. Alžírský bej byl na francouzský atak připraven a 4 dny po vylodění Francouzů se rozhodl pro útok u čtvrti zvané Staouli. Tato akce však skončila nezdarem a lze ji považovat za klíčovou bitvu celé války, neboť Alžířané se pak už jen bránili a ustupovali před náporem nepřítele.

### Odboj a pacifikace
Po dobytí Alžíru se takřka okamžitě rekrutovala z řad obyvatelstva opozice proti režimu, kterou tvořili zbylí turečtí úředníci, kabylské kmeny, ale také kmeny v ostatních oblastech země a náboženská bratrstva.
De facto prvním novodobým alžírským národním hrdinou se stal člen bratrstva Qádiríja, Abd al-Qádir, snad nejznámější vůdce protifrancouzského odboje. Podařilo se mu sestavit relativně silnou armádu, s kterou se roku 1832 postavil Francouzům u Oranu. Po dvou letech bojů nakonec uzavřel mírovou dohodu s generálem Desmichelsem, která mu vynesla titul beje, a Abd al-Qádir se tímto stal vládcem západního Alžírska. Po dvou letech příměří a následných bojů uzavřel další mírovou smlouvu, tentokrát s generálem Bugeaudem, který byl roku 1840 jmenován generálním guvernérem Alžírska. V té době vypukl nový střet s Abd al- Qádirem. V průběhu bojů byl obsazen Oran a povstalci se museli uchýlit do náhorních plošin na jihu. Odtamtud chtěli přejít do Maroka, což se ale nelíbilo sultánovi, který proti nim vyslal armádu. V prosinci 1847 byly emírovy jednotky obklíčeny. Abd al-Qádir se 20. prosince 1847 Francouzům vzdal. V následujících desetiletích čelili Francouzi ještě několika vzpourám, žádná však nedosáhla intenzity Abd al-Qádirova povstání.

### Změny v alžírské společnosti
Zásadní změny po francouzském vpádu do Alžírska lze shrnout do tří hlavních okruhů: byl zaveden nový systém správy, udály se zásadní změny v pozemkovém vlastnictví (půda přešla do rukou Francouzů) a do oblasti začal přicházet velký počet evropských osadníků, tzv. kolónů. Vlna nových osadníků měla však neblahý dopad na místní společnost. Na konci 19. století platily pro muslimskou a evropskou komunitu jiné zákony (např. Zákon o domorodcích), měly odlišná politická práva i odlišný přístup ke vzdělání. Náboženské školy, běžné v Alžírsku před příchodem Francouzů, byly rušeny a nahrazovány školami s francouzskou výukou, kam chodilo pouze 2-5% muslimského obyvatelstva.

## Francouzské Alžírsko mezi světovými válkami
Branná povinnost byla v Alžírsku zavedena roku 1908, ale týkala se jen několika tisíc mužů. Přesto do francouzské armády během 1. světové války narukovalo několik tisíc alžírských muslimů i evropských Alžířanů, kteří také pracovali jako dělníci v továrnách. Tito lidé se pak následně stali základem alžírské komunity ve Francii. V samotném Alžírsku válka spíše prohloubila protifrancouzské nálady mezi alžírskými muslimy, kteří však proti Francii otevřeně nevystoupili.Jedinými legitimními představiteli opozice tak zůstali tzv. Mladoalžířané, organizace vzniklá na konci 19. století mezi mladými muslimskými vzdělanci. Ti požadovali umírněné reformy odměnou za loajalitu během války. Naráželi však na absolutní neústupnost kolónů, která provázela celé dějiny Alžírska.
Meziválečné období mělo svůj dopad také na ekonomickou situaci v zemi. Hlavními změnami byl výrazný úbytek evropských farmářů a stěhování obyvatel z vesnic do měst. Začal se také měnit poměr mezi evropskou a muslimskou populací. Přirozený přírůstek Evropanů se výrazně zpomalil, kdežto muslimové stále svou populaci posilovali.
Stěžejní však byl obrovský rozvoj národně osvobozeneckých hnutí alžírských muslimů. Vyjma Mladoalžířanů, kteří požadovali rovnost v právech a povinnostech v rámci francouzské republiky, se objevila např. Asociace alžírských ulámů. Ta si za své cíle určila dvě oblasti: boj za prosazení reformního učení salafíje (víra v technický a vzdělanostní pokrok při současném dodržování zásad předků)a prosazení politické a náboženské autonomie země. Opozice se také formovala ve Francii. Vznikla zde organizace nazvaná Severoafrická hvězda (ENA), vedená Ahmedem Mesli, zvaným Messali.Tato strana se stala vůbec první organizací, která požadovala samostatnost Alžírska. Protože ale byla francouzskou správou zakázána, působila v Alžírsku od 30. let pod názvem Strana alžírského lidu (PPA).

## 2. světová válka
2. světová válka významně přispěla k názorovému sblížení jednotlivých stran osvobozeneckého hnutí v Alžírsku. Zatímco někteří muslimové odmítali vstupovat do francouzské armády, francouzští představitelé podporovali režim ustavený ve Vichy. To zapříčinilo následné vylodění amerických jednotek v severní Africe. Vichistický režim byl poražen. Jednalo se o „první velkou porážku francouzské koloniální armády od roku 1830.“
Moci se chopil generál de Gaulle. Nechal vypracovat soubor reforem, který ale nebyl přijat kladně ani jednou ze zúčastněných stran. Ferhatem Abbasem byl tedy vypracován souhrn požadavků alžírských nacionalistů, tzv. Manifest alžírského lidu. V něm požadovali vytvoření svobodného a demokratického státu a zvolení ústavodárného shromáždění na základě rovného hlasovacího práva. Podporou v prosazování tohoto dokumentu se stala Atlantická charta, přijatá roku 1941, která zaručovala právo na sebeurčení.
Ke konci války se situace začala vyostřovat, což bylo důsledkem ekonomické krize i otevřeným rasistickým chováním. Paradoxem je, že první ozbrojený konflikt propukl dne 8. května.

## Válka za nezávislost
Francouzi si uvědomovali, že konflikt, který se rozhořel, není radno ignorovat, a proto se rozhodli udělit Alžírsku tzv. Statut z roku 1947. Díky němu získaly tři alžírské departmenty autonomii v čele s guvernérem. Jakékoliv takové reformy ale narážely na odpor ze strany kolónů a většiny nacionalistů. Radikální nacionalisté mezitím začali vytvářet podzemní organizaci, mezi jejímiž členy přibývalo zastánců ozbrojeného povstání. Z jejich podnětu vznikla roku 1947 první ozbrojená organizace v rámci PPA-MTDL, tzv. Zvláštní organizace (OS). Kolem roku 1950 se navíc v rámci strany dostali do sporu zastánci panarabismu s kabylskými Berbery. V důsledku tohoto sporu se do vedení OS dostal Ahmed Ben Bella. Ozbrojené povstání proti Francii mělo podporu téměř všech členů vedení. V noci na 1. listopadu 1954 byly zahájeny útoky na policejní stanice, autobusové zastávky, továrny a veřejné budovy. Všechny akce byly zjevně koordinovány z jednoho centra a útočníci zanechávali na místech útoků text s podpisem organizace Fronta národního osvobození (FLN), která 1. listopadu vznikla.

### Počátky války za nezávislost
Alžírská válka začala 1. listopadu 1954, trvala celých 8 let a skončila v roce 1962. Podle mnohých, byla jedním z nejkrvavějších konfliktů ve 20. století. Její začátek byl charakteristický překvapením Francie, která s podobnou možností téměř nepočítala. Nejprve se rozhodla rozpustit stranu MTDL a zatknout její představitele,což nepřineslo valný výsledek. V další fázi se Francouzi pokusili rozbít rodící se strukturu FLN. To bylo značně komplikované, protože museli operovat v ryze nepřátelské oblasti s hornatým terénem. Během těchto zásahů byly poprvé zbudovány koncentrační tábory, nazývané „bezpečnostní zóny.“ Zároveň se Francouzi pokoušeli zmírnit radikalizaci reformami týkajícími se politické oblasti, školství a ekonomiky. Po událostech z roku 1955 se ale vidina dohody rozplynula. Fronta národního osvobození se rozhodla 20. srpna 1955 rozpoutat masové povstání mezi městy Constantine, Guelma, Philippeville a Collo. Povstání ale bylo krvavě potlačeno. Po tom guvernér Soustelle zrušil vyjednávání s umírněnými nacionalisty.

### Soummamský kongres
Frontě národního osvobození se během války podařilo sdružit pod svým vedením téměř všechny opoziční organizace v Alžírsku. Úspěchu dosahovali alžírští povstalci i na mezinárodněpolitické scéně. Exilové FLN se podařilo otevřít svá zastupitelstva v řadě zemí nejen sovětského bloku, a také díky této misi byli povstalci zásobováni zbraněmi např. z Československa.
Na srpen 1956 byl svolán kongres vůdců FLN. Na tomto kongresu se 16 delegátů snažilo nalézt dohodu o budoucí podobě alžírského odboje. Výsledkem byly 2 teze závěrečného prohlášení. První se týkala převahy vnitřního odboje nad exilovým a druhá podřízení armády politickému vedení. Dále bylo Alžírsko rozděleno na 6 provincií, tzv. wilájetů a ozbrojená složka FLN tzv. ALN se změnila ve skutečnou armádu.

### Bitva o Alžír
Po zadržení exilových představitelů alžírského odboje v roce 1956 se všechna reálná moc přesunula do rukou domácích politických vůdců, zejména pak CCE a Ramdana Abbana. Díky tomuto mocenskému „přídělu“ se povstalci rozhodli rozšířit své aktivity na město Alžír, kde do té doby neoperovali, přestože již od roku 1954 zde vznikala rozsáhlá a tajná podzemní síť FLN. Tato síť měla pyramidální strukturu a komunikace mezi členy probíhala pomocí tzv. mrtvých schránek. Celkově měla asi 5000 členů. Od poloviny roku 1956 se pak rozběhly akce v samotném městě. Byli likvidováni radikální Evropané, sdružovaní do paramilitantních jednotek typu ORAF, a útoky byly vedeny také proti evropskému obyvatelstvu. Události, dějící se na přelomu let 1956 a 1957, vstoupily do dějin jako bitva o Alžír. Série bombových útoků začala 30. září 1956. Od tohoto data se intenzita útoků neustále zvyšovala. Reakce ozbrojených sil byla zahájena 10. ledna, kdy byl generál Jasquese Massu pověřen zničením komand ALN. Byla obsazena hlavní bašta ALN a následovala vlna zatýkání, represí a výslechů, které se neobešly bez mučení a poprav. Na základě informací získaných od zatčených, pak generál začal sestavovat pravděpodobnou podobu sítě ALN. Rozbití této sítě však bylo velmi obtížné, neboť Francouzi museli čelit dobré organizaci sítě i odhodlaným bojovníkům. Přesto však byl 24. září zatčen jeden z předních představitelů Saadi Yacef, a o několik dní později Francouzi obnovili kontrolu nad městem.

### De Gaulle a válka v Alžírsku
Válka v Alžírsku měla samozřejmě dopad také na samotnou Francii, která se musela vypořádat s narůstající nespokojeností odváděných vojáků, finanční a politickou krizí a tlakem mezinárodního prostředí. Postupné pády jednotlivých vlád a neschopnost progresivně řešit vzniklou situaci byly ale vhod příznivcům generála de Gaulla, kteří čekali na příležitost jak dostat svého „lídra“ k moci. Zrodil se plán na puč, který měl vést k vnitropolitické krizi a nástupu generála k moci. Připravované nepokoje začaly v Alžírsku 13. května 1958. Ve chvíli, kdy alžírští výsadkáři obsadili Korsiku a vyhrožovali útokem na Paříž, začala být připravována obrana metropole. Francie se dostala na pokraj občanské války. Prezident René Coty se proto rozhodl, že pověří de Gaulla sestavením vlády. Předsedou vlády se de Gaulle oficiálně stal 1. června 1958.
Lze se domnívat, že generál zpočátku věřil v možnost zachování vlády nad Alžírskem, což dokládají reformy, které měl v plánu zavést. Jeho vizi „nového Alžírska“ však nesdílela FLN, která 19. září 1958 v Tunisku ustavila Dočasnou vládu Alžírské republiky.
Přesunutí základen ALN do Tuniska a Maroka změnilo charakter válečných operací. Povstalci byli odtrženi od území Alžírska, čehož záhy využili Francouzi a začali stavět obranou linii podél hranic, nazývanou Muricova linie. Cílem bylo oslabit síly FLN tak, aby začala být ochotná vyjednávat. De Gaulle chtěl v Alžírsku prosadit totožný model jako v ostatních francouzských koloniích. Alžírsku měla být udělena nezávislost, ale zároveň měla být uchována spolupráce a respektování francouzských zájmů. Problémem se ale opět ukázali kolóni, kteří protestovali proti udělení práva na sebeurčení. Zde se velmi jasně projevil postoj de Gaulla, který jako reakci na boje mezi kolóny a policií prohlásil, že o budoucnosti Alžírska se bude rozhodovat v budovách Elysejského paláce a ne na alžírských ulicích. Zahájil tedy jednání se zástupci GPRA. Na těchto jednáních se řešila hlavně tři hlavní problémy: území Sahary, postavení evropské menšiny a rozmístění francouzských základen. Roku 1960 bylo oznámeno že bude připraveno referendum o sebeurčení Alžírska, které se uskutečnilo v lednu 1961. Alžírští Evropané se však s myšlenkou francouzského Alžírska odmítli rozloučit a pokusili se o státní převrat, během něhož v dubnu 1961 obsadili významné budovy v Alžíru. Tato akce však skončila neúspěchem. Většina pučistů byla zatčena, ti, kterým se podařilo uprchnout, vytvořili teroristickou organizaci OAS tj. Organizaci tajné armády.
Jednání Paříže a FLN nejprve dlouho nevedla ke kýženému cíli. Zlom nastal až v únoru 1962, kde se vyjednavačům podařilo dojít ke shodě v otázkách Sahary i vojenských základen. 18. března 1962 byly podepsány tzv. dohody z Evianu. Den nato, 19. března ve 12 hodin, došlo k zastavení palby. Alžírská válka za nezávislost skončila. Zdaleka ale neskončily aktivity vyvíjené OAS. Ta obsáhla široké spektrum činností od tištěné propagandy k atentátům, dokonce se pokoušela zavraždit samotného de Gaulla. Akce OAS ustaly, až když kontrolu nad územím Alžírska začala přebírat ALN. Pro toto období alžírských dějin je také typický masový odchod evropských obyvatel. Alžírsko opustilo celkem kolem 900 000 Evropanů a 40 000 profrancouzských muslimů.

## První roky alžírské nezávislosti
K prvnímu vážnému konfliktu v rámci odboje došlo během tripoliského kongresu CNRA, poradního orgánu FLN. Tento kongres měl schválit evianské dohody a definovat politický program FLN. Jejími hlavními úkoly měla být industrializace země, pozemková reforma, znárodnění peněžnictví, zahraničního obchodu, nerostného bohatství a energetických zdrojů. Sama FLN se měla změnit v regulérní politickou stranu v čele s politbyrem. Problém byl, že posilování její pozice bylo ostatními považováno za formu ohrožení jejich vlastních pozic. Nevyhnutelně muselo dojít ke konfliktu dvou vůdčích skupin GPRA a FLN. Došlo to až tak daleko, že Ben Youssuf Ben Khedda spolu s GPRA opustili kongres a 3. června 1962 se ujali vlády v Alžíru. Na toto reagoval představitel FLN Ahmed Ben Bella zahájením činnosti Politického byra, které mělo podporu řady důležitých politiků a exilových jednotek. 30. srpna pak byl vydán rozkaz k útoku na Alžír. V tomto městě stejně jako na většině území mezitím vládla anarchie, která byla provázena boji mezi jednotlivými frakcemi a zejména hromadnou mstou na muslimských bojovnících francouzské armády. Důvodem k vyhrocení situace bylo kromě probíhajících násilností a politické krize také nebezpečí ekonomického zhroucení země. 9. září vstoupily do města Alžíru jednotky Houari Boumediena, ovládly situaci a Ben Bella se stal předsedou vlády. Dne 25. září byla vyhlášena Alžírská lidově demokratická republika.

### Vláda Ahmeda Ben Belly
V politicky nestabilním Alžírsku nebylo velkým překvapením, že velmi záhy po uchopení moci Ben Bellou začal vznikat autoritativní režim jedné strany. Svou pozici nadále posilovala také armáda. Již v první vládě měli důstojníci 5 křesel a plukovník Houari Boumediene se stal místopředsedou. Sám předseda vlády se choval jako typický autokrat, když během prvním měsíců eliminoval všechny své potenciální odpůrce. V Ústavě byla mimo jiné také zakotvena vedoucí úloha FLN, která se stala jedinou legální stranou a časem splynula se státním aparátem. Do otevřené opozice proti vznikajícímu režimu přešli bývalí bojovníci za nezávislost Mohamed Boudiaf a Hocine Aït Ahmed.
Nová vláda se musela vypořádat s velkým množstvím problémů, z nichž nejzávažnější byla zřejmě správa majetku, který dříve patřil Evropanům. Tento majetek byl často zabírán naprosto nekontrolovaně, čemuž měly zabránit dekrety vydané 20. března 1963, podle kterých tento majetek připadal státu a byla vykonávána jeho správa. Přes tato opatření ale odchod Evropanů představoval pro zemi obrovský problém, protože byli silnou kupní a pracovní silou. Zemědělská výroba zajišťovaná státem nedokázala pokrýt poptávku po potravinách a rolnická povstání, či masová migrace do měst nebyly žádnou výjimkou.
Na podzim 1963 se konalo ozbrojené povstání proti režimu. 8. října 1963 vypukla tzv. písečná válka se sousedním Marokem, kvůli hranicím. Tento konflikt nakonec skončil dohodou.
Roku 1964 to vypadalo, že pozice Ahmeda Ben Belly je téměř neotřesitelná. Byl prezidentem, předsedou vlády, šéfem politbyra FLN a ministrem informací. Postupem času však rostl počet jeho odpůrců, kterým nejvíce vadila neschopnost řešit ekonomické problémy země a jeho postoj, přiklánějící se k marxismu. Kritika režimu se naplno rozpoutala na kongresu FLN v Alžíru. Hlavně armádě a jejímu představiteli Houari Boumedinovi se nelíbila rétorika závěrečného aktu kongresu, tzv. Alžírské charty, která počítala s dalšími revolučními změnami a větší kontrolou armády stranou FLN. Prezident se neodvážil odstranit Boumedina, který byl druhým mužem režimu, ale k nátlaku na něj použil odstraňování ostatních vládních představitelů. Toto došlo až tak daleko, že se nespokojení důstojníci rozhodli prezidenta odstranit. V noci na 19. června 1965 v 1:30 byl Ahmed Ben Bella zatčen. Pučisté ohlásili ustanovení tzv. Revoluční rady, které předsedal Houari Boumedine a převzetí moci.

## Alžírsko za vlády Houari Boumediena
Hlavním důvodem puče v roce 1965, byla pravděpodobně obava z přílišného radikalismu Ben Belly. Houari Boumediene chtěl z Alžírska vybudovat moderní a funkční centralizovaný stát, kterému by modelem byla Francie za císaře Napoleona. Nechal vypracovat nový model místní samosprávy, pod názvem Charta o místní samosprávě z roku 1967 a celou přestavbu završil vypracováním Národní charty a schválením nové ústavy dne 22. listopadu 1967. Podle ní měl být zdrojem moci v Alžírsku lid a byl nově ustaven centrální parlament – Národní lidové shromáždění.
Přes všechna tato opatření měl stát pod kontrolou rozhlas a tištěná média, vysoké školy a vydavatelskou činnost, stejně jako kontroloval obsah kázání v mešitách.

### Ekonomická politika
Charakteristickou pro Boumedienův režim byla snaha o co největší kontrolu ekonomiky. Cílem bylo vytvořit moderní, výkonný a soběstačný mechanismus. Toho chtěl prezident dosáhnout jednak agrární reformou, jednak urychlenou industrializací. Aby mohl své plány realizovat, bylo třeba ovládnout obrovské zásoby ropy a zemního plynu, které Alžírsko mělo. Do té doby většinu nalezišť ovládaly zahraniční společnosti, zatímco alžírská společnost Sonatrach těžila jen 5%. Záminkou, která byla použita ke znárodnění podílů těžebních firem se stala tzv. šestidenní válka. Alžírský tisk rozpoutal kampaň proti americkým těžebním společnostem, které údajně z peněz utržených za prodej alžírské ropy podporovaly izraelskou vládu. Vrchol znárodňování přišel v roce 1971, kdy prezident ohlásil tzv. ropnou dekolonizaci a převzal 51% podíl ve všech francouzských společnostech.
Další posílení pozice viděl Boumedien v „zemědělské revoluci“. Rozhodl se proto znárodnit půdu velkostatkářů, čímž chtěl napojit sedláky a zemědělce na vnitřní trh a především tak mohl mnohem lépe kontrolovat významnou část společnosti. Sama agrární reforma byla zahájena v listopadu 1971 a spočívala v rozdělení 1,5 milionu ha půdy mezi drobné sedláky a bezzemky, kteří byli nuceni vstupovat do zemědělských družstev.

### Zahraniční politika
Alžírská zahraniční politika byla známá díky podpoře národů bojujících za nezávislost. Dalo by se říct, že tento postoj byl charakteristickou tendencí tohoto státu. Alžírsko podporovalo Africký národní kongres v JAR, nebo zprostředkovávalo jednání mezi Irákem a Íránem. Prezident Boumedien byl také mimo jiné iniciátorem vzniku Skupiny 77. Tato organizace spojovala 77 rozvojových zemí a obhajovala jejich právo na znárodňování těžebního průmyslu, jako prostředku pro dosažení lepší životní úrovně obyvatelstva.
Díky znárodňování se však výrazně zhoršily vztahy mezi Alžírskem a Francií.

## Alžírsko za vlády Chadliho Bendjedida
Prezident Boumedien zemřel v roce 1978. Jeho nástupcem se stal plukovník Šadlí Bendžedíd. Jeho zvolení měl „na svědomí“ Kasdi Merbah, který měl pod kontrolou alžírské tajné služby a prosadil Bendjedida na úkor ostatních uchazečů. Šadlí Bendžedíd se tak stal generálním tajemníkem FLN a 7. února 1979 byl zvolen prezidentem. První léta jeho vlády byla podobně autoritářská jako léta vlády jeho předchůdců. Přesto se na konci 80. let stal iniciátorem jistého uvolnění. Sám Bendjedid byl spíše pragmatik a měl sklony řešit spory dohodou. Pracoval rovněž na zlepšení vztahů s Francií.

### Ekonomické problémy a státní dluh
Alžírsko bylo prezentováno jako země, která se dynamicky rozvíjí a prosperuje. Na konci 80. let se ale ukázalo, že má také obrovské problémy. Alžírsko zatěžovaly zejména rychle rostoucí zadluženost, neúnosná závislost na vývozu ropy a plynu a nevýkonné zemědělství. Všechny tyto problémy byly ještě násobeny populační explozí a nekontrolovatelným exodem obyvatel do měst.
Šadlí Bendžedíd řešil vzniklou krizi zastavením industrializace a stavby tzv. socialistických vesnic. Začal také do země zvát zahraniční investory a podpořil privatizaci dříve znárodněné půdy. Země byla však stále závislá na dovozu potravin, léků a spotřebního zboží, protože veškeré finance odcházely na splacení obrovských zahraničních dluhů.

## Alžírsko a období terorismu

### Vrcholící krize
Systém zavedený v Alžírsku přestával uspokojovat základní potřeby. Lidé neměli práci, byl nedostatek bytů, nedostatkové byly základní potraviny a léky. Autoritativní režim rychle ztrácel podporu obyvatel. Východisky z této situace se stávala emigrace, hospodářská kriminalita apod. Prezident Bendjedid se tuto situaci snažil řešit již výše zmíněnými reformami, které podporoval omezenými prvky tržních principů.
V souvislosti s krizí začala vznikat hnutí a organizace, které se orientovaly na islám nebo byly levicově či berbersky zaměřené. Prezident musel s opozičními silami do jisté míry počítat a islamisty bral spíše jako protiváhu levicovým aktivistům, kteří odmítali jeho reformy. Byly zřejmé jisté ústupky u jeho strany, jako např. Zákon o rodině, který zaváděl mnohoženství a poručnictví i pro dospělé ženy, které měly udržet islamisty v příznivé náladě. Přesto se však tyto snahy nakonec minuly účinkem.

### Říjen 1988
Na konci 80. let došlo k vyostření situace. V ulicích alžírských měst se konaly demonstrace, které hraničily s výtržnostmi. Terčem nespokojených obyvatel se stávaly budovy státních firem či rezidenční čtvrti. Dne 5. října 1988 vyšly do ulic statisíce lidí. Zřetelná byla snaha jednotlivých hnutí ovládnout tyto demonstrace. 6. října byl vyhlášen výjimečný stav. Demonstranti byli rozháněni gumovými projektily, slzným plynem a také ostrou municí. Pořádek byl obnoven až 10. října a tyto dny, znamenající konec vlády jedné strany v Alžírsku, se do jeho dějin zapsalo jako tzv. černý říjen.

### Nová Ústava
Dokument, který byl schválen 23. února 1989 se distancoval od socialismu a byl základem pro reformy, kterými chtěl prezident Bendjedid najít východisko z krize. Nová ústava výslovně a bez dalších podmínek zaručovala svobodu projevu a shromažďování a povolila existenci „sdružení politického charakteru“, politických stran. Byla také zakotvena odpovědnost vlády parlamentu a funkce armády se měla nadále omezit jen na obranu země, nikoli na její řízení.
Na základě nových ustanovení začaly v Alžírsku vznikat nové politické strany a první nezávislé noviny. Alžírsko bylo jednou z prvních arabských zemí, která zrušila úřad provádějící dohled nad informacemi.
Reformy nemohly minout ani ekonomickou oblast. Roku 1990 byl zrušen státní monopol na provoz bankovních a finančních institucí a zahraniční obchod.

### Islamisté a alžírská demokracie
Islám byl v ústavě definován jako státní náboženství, zdroj duchovní síly národního hnutí a strážce morálních hodnot společnosti. Samotní islamisté měli v zemi poměrně silnou pozici, která rostla téměř stejnou rychlostí jako ekonomické a sociální problémy.K jejich radikalizaci však došlo až v 80. letech 20. stol. Ze začátku představovali pouze jakousi protiváhu vůči levicově orientovaným obyvatelům, ale postupem času se část jejich kazatelů začala přiklánět k džihádismu. V této době také došlo k prvnímu ozbrojenému povstání skupiny radikálních muslimů. Schválení nové ústavy pak dalo impuls k prvním snahám o sjednocení islamistického hnutí. Roku 1989 tak byla založena Islámská fronty spásy (FIS), organizace, která měla zastřešovat jednotlivé skupiny a hnutí. Program této fronty žádal hlavně reformu alžírských zákonů, boj proti alkoholu, podporu drobných rolníků, boj proti státním monopolům a spravedlivější rozdělování prostředků plynoucích z exportů ropy a zemního plynu. Díky svému postoji a pravděpodobně také charismatu kazatelů měla FIS stále více příznivců, což vedlo v roce 1990 k jejímu vítězství ve volbách do místních samospráv.

### Konec demokratického experimentu
Podle očekávání Islámská fronty spásy také vyhrála první kolo voleb do alžírského parlamentu. To způsobilo rozštěpení alžírské veřejnosti na dva tábory. Podle jedné strany bylo nutné okamžitě zastavit volební proces, protože parlament ovládaný islamisty považovali za přímou hrozbu. Druhá strana trvala na pokračování voleb, které odrážely názor alžírské populace. Armáda byla rozhodnuta zasáhnout, pokud by se ve volbách pokračovalo, což se nakonec uskutečnilo 11. ledna 1991. Generálové donutili Bendjedida rezignovat na prezidentský úřad. Moci ve státě se ujal Hlavní bezpečnostní výbor. Dodnes tento zásah vyvolává rozporuplné reakce. Jeho obhájci jej považují za zabránění vzniku alžírského islámského státu, opozice tvrdí, že tento zásad vyřadil ze hry umírněné islamisty a otevřel prostor pro džihádisty.
Situace v Alžírsku se začala opět zhoršovat. Radikálové stáli za prvními útoky v listopadu 1991 a svou činnost také začalo Islámské ozbrojené hnutí (MIA). K vrcholu se násilnosti islámských skupin dostaly mezi léty 1994–98. Nejčastějšími cíli byli novináři, cizinci umělci a intelektuálové.

### 90. léta
Kromě výše zmíněného Islámského ozbrojeného hnutí působily v Alžírsku také Islámské ozbrojené skupiny (GIA), které měly vliv hlavně na venkově, kde prosazovaly specifickou formu islámu. Tyto skupiny se během 90. let stávaly natolik dominantní, že prováděly útoky i na území Francie. Protiváhou těmto radikálním organizacím se stala tzv. AIS, Islámská armáda spásy, vzniklá ze skupin, které byly loajální k FIS.
Alžírsko bylo od roku 1992 v rukou armády, které nasazovala do boje proti islamistům speciálně vycvičené jednotky. Obě znesvářené strany odmítaly jakákoliv jednání. Až prezident Liamine Zéroual roku 1995 začal vyjednávat s částí islamistů. Jednání přinesla své ovoce a na konci roku 1997 bylo vyhlášeno jednostranné a bezpodmínečné příměří.

## Současnost
V současnosti je prezidentem Alžírska Abdelazíz Buteflika, bývalý ministr zahraničí, který má podporu stran RND a Hamásu. Buduje režim se silnými prezidentskými prvky a omezenými demokratickými pravomocemi.
Alžírská ekonomika je na vzestupu hlavně díky příjmům z ropy a zahraničním investicím.